# Татаново
Тата́ново - село в Тамбовском районе Тамбовской области России. Административный центр Татановского сельсовета.

## География
Расположено недалеко от Тамбова на левом берегу реки Цны.

## История
В 1648 году все жители, обосновавшиеся в лесной местности правого берега реки Цны, были зачислены в полковые казаки и поселены на новом месте. Так возникло село Татаново. Об этом говорится в документе, который длительное время хранился в Татановской церкви и был найден в 1918 году.
В переписной книге частичной переписи населения мужского пола 1710 года указывается, что в Татанове по-прежнему проживали полковые казаки. В 82 дворах числилось мужского населения «от младенца до старости» - 270 человек, в 8 бобыльских домах — 24 человека.

## Население
| 2002 | 2010  |
| ---- | ----- |
| 2929 | ↘2894 |

## Транспорт
Село Татаново находится на пересечении двух трасс: Моршанского шоссе и Тамбовской окружной дороги
Между Татановом и Тамбовом осуществляется автобусное маршрутное сообщение.